# Munggangsari (Kaliangkrik)
Munggangsari is een bestuurslaag in het regentschap Magelang van de provincie Midden-Java, Indonesië. Munggangsari telt 3033 inwoners (volkstelling 2010).